# Mitsubishi Colt T120 SS
Mitsubishi Colt T120 und Colt T120SS ist die Handelsbezeichnung von Mitsubishi Motors für einen LKW der in Indonesien für den asiatischen Markt produziert wird und
- von ~1973 bis 1982 auf dem Mitsubishi Delica I (Colt T120) und
- von 1991 bis heute auf dem Suzuki Carry Futura basierte.
  - Seit 2008 gibt es parallel zum Suzuki Carry Futura eine Facelift Version.

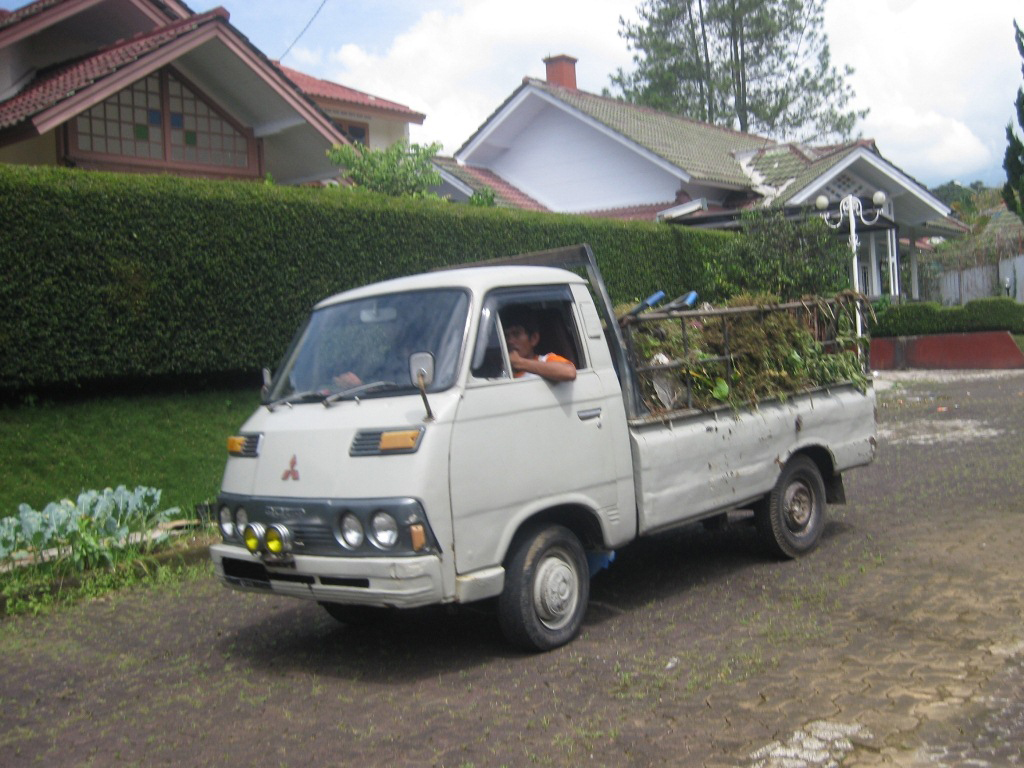
Colt T120
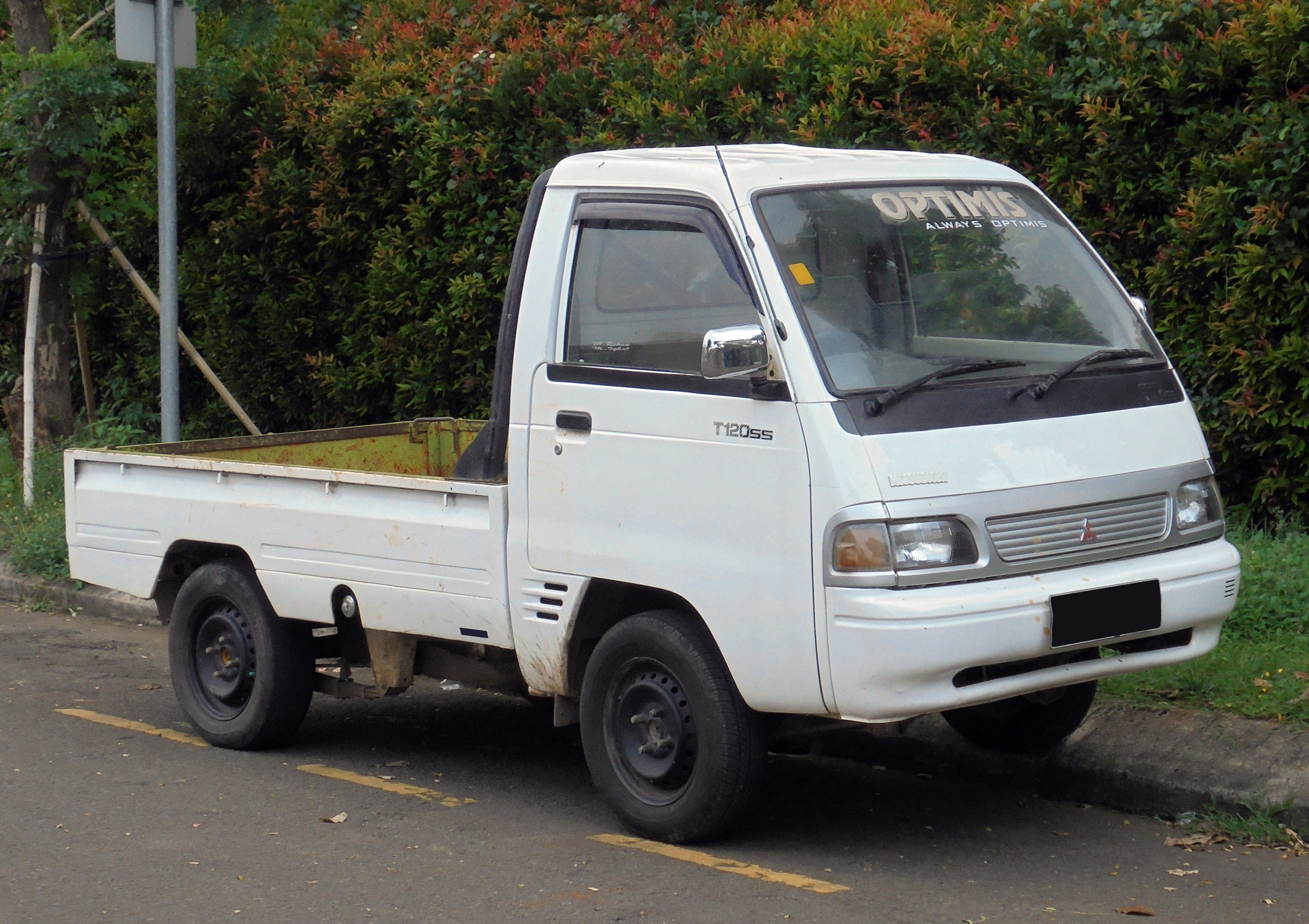
Colt T120SS
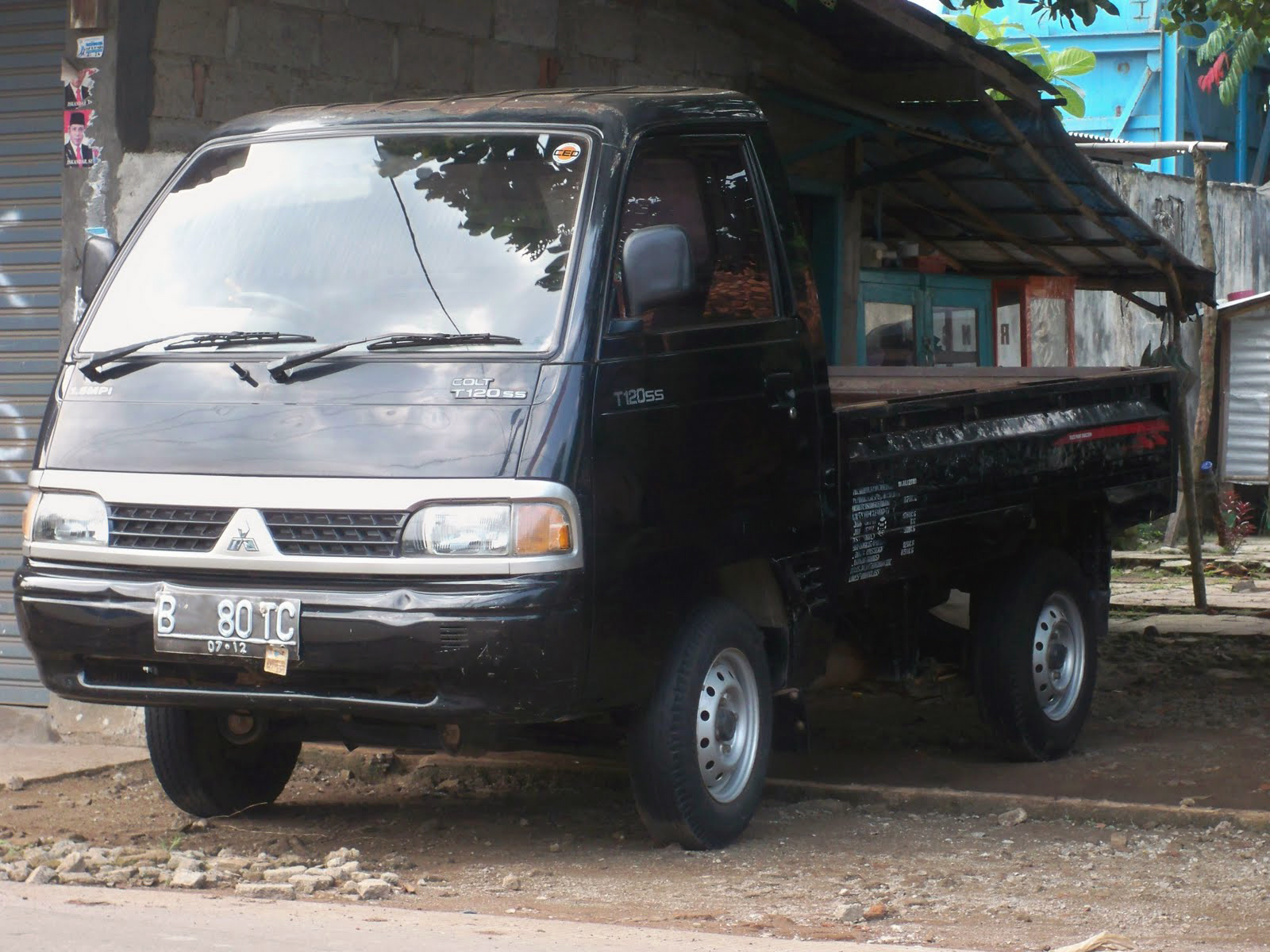
Colt T120SS (facelift)